# 绍莫吉德勒奇凯
绍莫吉德勒奇凯，是匈牙利绍莫吉州所辖的一个村。总面积10.83平方公里，总人口142，人口密度13.1人/平方公里（2011年1月1日）。